# Oicatá
Oicatá là một khu tự quản thuộc tỉnh Boyacá, Colombia. Thủ phủ của khu tự quản Oicatá đóng tại Oicatá Khu tự quản Oicatá có diện tích ki lô mét vuông. Đến thời điểm ngày 28 tháng 5 năm 2005, khu tự quản Oicatá có dân số 2378 người.